# Османов Ділявер Мідатович
Ділявер Мідатович Османов (Осман) (нар. 18 квітня 1981, Ґулістан, Сирдар'їнська область, Узбекистан) — диригент Київського національного академічного театру оперети . Заслужений діяч мистецтв України, професор кафедри оперно-симфонічного диригування Національної музичної академії України ім.П.І.Чайковського

## Життєпис
У 2000 році закінчив Сімферопольське музичне училище імені Петра Чайковського (клас В. Гнатика). У 2005-му — Донецьку державну музичну академію імені Сергія Прокоф'єва (клас В. Подольчука). У 2010-му — Національну музичну академію України ім. П. І. Чайковського (клас В. Здоренка)
Кар'єру розпочав у Донецькому академічному театрі опери та балету імені Анатолія Солов'яненка.
У 2006—2018 рр. — артист оркестру Київського муніципального академічного театру опери і балету для дітей та юнацтва.
У 2012—2016 рр. — викладач Київської музичної школи ім. М. Лисенка
З 2017-2022 рр — диригент Київського муніципального академічного театру опери і балету для дітей та юнацтва. 
2018—2019 рр. — диригент Державного академічного естрадно-симфонічного оркестру України
з 2022 диригент Київського національного академічного театру оперети 
З 2016 викладач Луганської державної академії культури і мистецтв кафедра музичного мистецтва, а з 2019 року викладач Національної музичної академії України ім.П.І.Чайковського.
Багаторазовий учасник та призер всеукраїнських та міжнародних конкурсів, фестивалів. Диригент постановник  оперних, балетних та  музичних вистав, тематичних концертів та симфонічних програм. Співпрацює з різними колективами нашої країни. 

## Нагороди
- Лауреат І Міжнародного конкурсу трубачів ім. Мирона Старовецького[1]